# Sad Songs (Say So Much)
Sad Songs (Say So Much) è un brano scritto ed interpretato dall'artista britannico Elton John; il testo è di Bernie Taupin.

## Il brano
Proviene dall'album del 1984 Breaking Hearts (ne costituisce la decima traccia) e si presenta come una canzone di chiaro stampo pop rock; Elton, oltre a cantare, suona sia le tastiere che il sintetizzatore. Ad accompagnarlo è la Elton John Band, formata dal bassista Dee Murray, dal chitarrista Davey Johnstone e dal batterista Nigel Olsson, che si esibiscono anche ai cori. Il testo di Bernie (alla lettera Le Canzoni Tristi (Dicono Così Tanto)) parla di come abbiamo bisogno di ascoltare alla radio dei classici blues quando siamo giù di morale.
Sad Songs (Say So Much), uno dei brani più noti dell'Elton John degli anni Ottanta, fu distribuita come singolo nel maggio del 1984 e raggiunse una #5 USA. La canzone è stata utilizzata anche in una nota pubblicità dei jeans della Sasson, che recitava "Sasson says so much!".

## Formazione
- Elton John: voce, tastiere, sintetizzatore
- Davey Johnstone: chitarra, cori
- Dee Murray: basso, cori
- Nigel Olsson: batteria, cori

## Classifiche
| Classifica (1984)                | Posizione più alta |
| -------------------------------- | ------------------ |
| Official Singles Chart           | 7                  |
| Austria                          | 4                  |
| Germania                         | 18                 |
| Irlanda                          | 2                  |
| Svizzera                         | 3                  |
| US Billboard Pop Singles         | 5                  |
| Australia                        | 4                  |
| US Hot Adult Contemporary Tracks | 2                  |
| Canada                           | 4                  |